# 아따맘마
《아따맘마》(일본어: あたしンち 아타신치[*] →우리 집, 영어: ATAMAm'MA)는 게라 에이코가 요미우리 신문에 연재한 동명의 만화를 원작으로 TV 아사히에서 제작한 일본의 텔레비전 애니메이션이다. 감독은 5화까지 다이치 아키타로가 했으나, 6화 이후 물러나 8회부터는 야스미 데쓰오가 맡았다.
2002년 4월 19일부터 TV 아사히에서 방영되기 시작하여, 2007년 4월 방송 5주년을 맞이하였다. 그러나 방송 7주년이 지난후, 2009년 9월 19일 총 330화로 방영 종료되었다.
한국어 더빙판은 2004년 5월 10일에 투니버스에서 방영되기 시작했으며, 이후 매년 52개 정도의 에피소드를 수입했다. 2011년 1월 11일을 마지막으로 본방송 방영이 종료되었다. 이후 재방송이 방영되고 있다.
이후 일본 애니맥스가 2015년 10월 6일부터 2016년 4월 5일까지 신 아따맘마(국내명 : 새로운 아따맘마)를 방영하기 시작하여 새로운 에피소드가 방영되었으며, 한국어 더빙판은 2016년 3월 31일부터 투니버스에서 방영되기 시작하였다.
2017년 7월 10일부터 구(舊) 아따맘마가 타방송사에서 방영되기 시작하였다.
2021년 11월 5일부터 신 아따맘마(국내명 : 새로운 아따맘마)가 대교어린이TV에서 방영되기 시작하였다.
2023년 2월 10일부터 아따맘마 2023 브라보키즈에서 방영되기 시작하였다.

## 개요
요미우리 신문의 일요일판에 1994년 6월 5일부터 2012년 3월 11일까지 연재되었다. 매주 연재이지만 2002년 1월부터 2006년 3월까지는 격주로 실렸다. 1995년 4월 26일에 미디어 팩토리에서 단행본 1권을 출판했으며 1996년 3월 1일에 제 42회 문예춘추만화상을 수상하였다. 2002년 4월 19일에 TV 아사히를 통해 애니메이션화되어 방영되었다. 2003년 12월에 토에이를 통해 애니메이션 영화화가 되었다. 2009년 9월 19일 330화를 끝으로 TV아사히판 애니메이션 방영이 종영되었다. 이후 아따맘마 신작 애니메이션화가 결정되어, 2015년 10월부터 일본 애니맥스 채널을 통하여 방영되기 시작하였다.
기본적으로 각 이야기는 같은 크기의 23컷으로 구성되어 있다. 4컷 만화처럼 배치되었으나 기승전결을 되풀이하지 않고 23컷 전체가 하나의 이야기를 이룬다. 간단한 선에 4도인쇄의 지면을 살린 난색계통의 중간색으로 채색되었다. 2등신처럼 그린 등장인물은 희로애락의 감정표현이 풍부하다.
초기에는 고등학생인
오아리의 가족을 중심으로 펼쳐 나가는 일상적인 사건(처음에는 오아리)의 시점에서 그렸으나 이후에는 각 화마다 다치바나가의 식구들이 주인공적인 요소를 띠는 형식으로 일상을 그리게 되었고, 특히 엄마(한애숙)의 강한 개성이 유머러스하게 그려진 덕분에, 폭넓은 세대의 독자들한테 호평을 받았다. 여기에서 주인공인 오아리와 엄마(한애숙)는 원작자 케라 에이코 자신과 그의 엄마를 모티브로 한 것이다(아따맘마 10권 참조).
등장인물은 목욕을 마치고 가끔 벌거벗은 채로 있는 말이 없고 무뚝뚝한 아빠(오영복), 반어인처럼 생긴 얼굴로 항상 노래를 부르며 어지간히 변명을 늘어놓는 엄마(한애숙), 평범하고 좀 얼빠진 고등학생인 오아리, 부끄럼을 타지만 집안에서 가장 똑똑한 중학생인 오동동 등 4명의 핵가족이 중심이다. 그 외에도 여러 특징을 가진 인물들이 많이 등장하여 그들의 생활도 그리고 있다.
애니메이션에서는 니시토쿄시의 다나시의 5층 아파트(방 3칸 딸린 것)에 거주하는 설정으로 되어 있고, 가까운 역인 다나시 역을 시작으로 세이부 신주쿠 선과 세이부버스, 간토버스, 니시토쿄시의 커뮤니티버스(하나버스)등이 작품 중에서도 충실하게 재현되어 있다(처음에 그린 1994년 당시에는 다나시 역이 구 역사 건물로 있었음).
처음 시작할 당시에는 다이치 아키타로가 감독을 맡아 원작에 충실했으나 그가 프로듀서와의 의견 차이로 인해 5화만에 그만둔 뒤에는, 야스미 데쓰오가 감독을 맡아 형식을 좀 바꾸거나 오리지널 요소들을 첨가해서 색다른 느낌을 주었다. 이런 형식이 200화 정도까지 지속되었다가, 그 이후에는 내용 자체가 오리지널 요소(맘마 다치바나, 에프론(앞치마) 탐정 등)인 작품들이 만들어지고 있다. 아마도 연재 내용을 따라잡다 보니 만들 소재가 부족하게 된 것으로 보인다.
애니메이션화는 이전부터 하려고 했으나 원작이 요미우리 신문에 연재되고 있는데 방송국이 아사히 신문에서 세운 TV 아사히인 것 때문에 실현하는 데 시간이 걸렸다.
2003년, 2004년에는 게이자이산교신포(경제산업신보)사의 '3R추진월간'포스터의 이미지 캐릭터로도 사용되었다.

원작 단행본(1~21권)은 중국어(타이완 및 홍콩에서 1~12권)와 한국어(1~21권)로 번역되었고, 애니메이션은 중화민국, 홍콩, 인도네시아, 말레이시아에서도 방영되고 있다. 중화민국 및 홍콩에서는 '我們這一家(워먼쩌이지아, 응오먼지얏카)'라는 제목으로 되어 있다(엄마는 花媽(화마), 花師奶(파씨라이), 아빠는 花爸(화빠), 花先生(파상), 오아리는 橘子(쥐쯔), 阿柑(아깜)/花帶柑(파따이깜),오동동은 柚子(여우쯔), 阿桔(아깟)/花帶桔(파따이깟)임).
대한민국에서는 2004년 원작만화가 대원씨아이의 순정지 이슈를 통해서 반전없이 4컷 형태로 연재되었으며 한국어판 단행본도 같은 출판사에서 발행되었다(이슈 연재 당시에는 일본식 연재 방식에 따라 권말부분에 고정 연재). 애니메이션은 투니버스에서 방영권을 확보해 대한민국 성우진의 녹음하에 방영되었다. 한편 2015년 10월부터 방영되기 시작한 아따맘마 신작 애니메이션은 국내에도 채널을 두고 있는 애니맥스 측에서 제작하는 것이기 때문에, 방영권을 추가 확보하기 전까지 기존 에피소드를 재방송하던 투니버스가 신작 애니메이션의 방영권을 확보하는 것은 어려울 것으로 예상되었다. 그러나 이 역시 투니버스에서 방영하는 것이 확정되어 2016년 3월 31일부터 '새로운 아따맘마'라는 제목으로 방영되기 시작하였다.

## 등장인물
아빠(오영복) :
한국판 성우는 손종환. 직장인으로 둥근 안경이 특징이며 술과 담배를 끊지 못한다. 술에 취하면 자신한테 불필요한 것을 쓰레기봉투에 담아서 '버리기 왕'으로 변한다. 언제 무엇을 할지 알 수 없는 독특한 성격의 가장으로 마이페이스 성향이 있어 남의 태도를 신경쓰지 않는 대담한 행동을 많이 한다.
엄마(한애숙) :
한국판 성우는 이미자. 40대인 전업주부로, 꽤 비만 체질이며 아빠와는 맞선 이후에 결혼. 부부 사이가 좋은 편이고, 외출 시에는 항상 둘이서 나간다. 사소한 것에도 목숨을 걸 정도의 절약가이며, 무슨 일이든 효율적으로 하지 않으면 만족하지 못하는 성격이다. 명랑하고 쾌활한 성격이지만 자기 멋대로 말을 해서 모순투성이며, 일을 대충 하거나 게으름을 피우기도 하지만 아이들을 혼낼 때는 특히 두뇌 회전이 빠르다.
오아리 :
한국판 성우는 이계윤. 본 작품의 주인공이자 고등학생이다. 평범하고 소박해서 브랜드에 관심이 없고, 성격이 엄마를 닮았다. 꿈이 많아 다른 가정을 부러워한다. 키가 작아 초등학생이나 중학생으로 오해를 자주 받는다. 엄마와 자주 말싸움을 하나 항상 말발에서 밀린다.
오동동 :
한국판 성우는 홍범기. 아리의 남동생으로 중학생이다. 부끄럼을 타고 민감한 성격이라 엄마와 아리의 뻔뻔함에 상처를 받거나, 아빠에게 부담을 느끼는 일도 있다. 집안에서 가장 일반 상식이 있지만 어딘가 모자란 면도 있다. 정반대의 성격인 엄마와 누나인 아리와는 자주 말싸움을 한다.

## 애니메이션이 원작과 다른 점
23컷이 하나의 에피소드를 이루는 것을 그대로 애니메이션으로 만들면 한 에피소드 당 5분을 넘기기가 어렵다. 이것에 새로이 첨가한 오리지널 요소를 덧붙여 방송 시간이 7~8분이 되는 것이 원작과 다른 점 중 하나이다.

## 도서
- 〈아따맘마〉 단행본 : KADOKAWA (미디어 팩토리) 1,2권은 표지에 있는 숫자가 초기 버전에서는 작다.

1. 1995년04월 ISBN 4-88991-346-7
2. 1996년05월 ISBN 4-88991-380-7
3. 1997년05월 ISBN 4-88991-428-5
4. 1998년06월 ISBN 4-88991-573-7
5. 1999년08월 ISBN 4-88991-864-7
6. 2000년07월 ISBN 4-8401-0080-2
7. 2001년07월 ISBN 4-8401-0308-9
8. 2002년 10월 ISBN 4-8401-0614-2
9. 2003년 11월 ISBN 4-8401-0882-X
10. 2004년 10월 ISBN 4-8401-1141-3
11. 2005년 11월 ISBN 4-8401-1420-X
12. 2006년 10월 ISBN 4-8401-1714-4
13. 2007년 11월 ISBN 4-8401-2066-8
14. 2008년 10월 ISBN 4-8401-2444-2
15. 2009년09월 ISBN 4-8401-2896-0
16. 2010년 10월 ISBN 4-8401-3520-7
17. 2011년09월 ISBN 4-8401-4233-5
18. 2012년 12월 ISBN 4-8401-4886-4
19. 2013년 11월 ISBN 4-04-066062-5
20. 2014년 11월 ISBN 4-04-067106-6
21. 2015년 10월 ISBN 4-04-067915-6

- 관련본 단행본 : KADOKAWA (미디어 팩토리)
  - 타메시테 아따맘마 (ためして あたしンち) 2008년 ISBN 4-8401-2390-X
  - 아따맘마 공식 팬북 (あたしンち公式ファンブック) 2010년 ISBN 4-8401-3233-X
- 〈애니 아따맘마〉, 〈애니 신 아따맘마〉 단행본 : 미 토ㅈ치바나 집 방면, 오늘도 맑음! (アニメ あたしンち タチバナ家方面、今日も晴れ!) 2009년 ISBN 4-8401-3121-X
  - 애니 아따맘마 열정의 붉은 엄마, 그리고 절실 ~ ♪ (アニメ あたしンち 情熱の赤い母、そして是が非〜♪) 2009년 ISBN 4-8401-3460-X
  - 애니 아따맘마 야아! 야아! 야아! 타치바나 집이 온다 ♪ (アニメ あたしンち やぁ!やぁ!やぁ!タチバナ家がやってきた♪) 2011년 ISBN 4-8401-3865-6
  - 애니 아따맘마 극장판 엄마가 미깡에, 미깡이 어머니에 (アニメ あたしンち 劇場版 母がみかんに、みかんが母に) 2011년 ISBN 4-8401-3983-0
  - 애니 아따맘마 일만엔 키리바티 여행 대소동 ♪ (アニメ あたしンち 一万円ポッキリバス旅行で大騒動♪) 2011년 ISBN 978-4-8401-4323-3
  - 애니 아따맘마 타치바나 집, 건강 랜드에서 쯔룬 (アニメ あたしンち タチバナ家、健康ランドでツルーン) 2012년 ISBN 978-4-8401-4540-4
  - 애니 아따맘마 극장판 3D 열정의 끈 ~ 초능력 ♪ 엄마, 대폭주! (アニメ あたしンち 劇場版3D 情熱のちょ〜超能力♪ 母、大暴走!) 2012년 ISBN 978-4-8401-4583-1
  - 애니 아따맘마 아무도 모르는 타치바나가의 비밀 (アニメ あたしンち 誰も知らないタチバナ家の秘密) 2013년 ISBN 978-4-04-066190-2
  - 애니 아따맘마 유자의 바지가 아니다 (アニメ あたしンち ユズのこれじゃないパンツ) 2014년 ISBN 978-4-04-066937-3
  - 애니 아따맘마 타치바나 집이다 요! 전원 집합! (アニメ あたしンち タチバナ家だヨ!全員集合!) 2015년 ISBN 978-4-04-067622-7
  - 애니 신 아따맘마 1권 돌아온 타치바나 집 ♪ (アニメ 新あたしンち1巻 帰って来たタチバナ家♪) 2016년 6월 ISBN 978-4-04-068606-6
  - 애니 신 아따맘마 2권 엄마, 이마 빛나는! (アニメ 新あたしンち2巻 母、オデコ光る!) 2016년 9월
  - 애니 신 아따맘마 3권 엄마, 반신욕! (アニメ 新あたしンち3巻 母、半身浴!) 2016년 12월
  - 애니 신 아따맘마 4권 사랑해 미깡 (アニメ 新あたしンち4巻 恋するみかん) 2017년 3월

## 주제가

### 일본
- 1기
  - 오프닝 곡: 《일본어: さらば, 잘 있어요)》 - 2002년 4월 19일(1회)~2005년 6월 25일(142회)
    - 작사·작곡 - 이토 슌고
    - 편곡·노래 - 긴모쿠세이

  - 엔딩 곡: 《일본어: 来て来てあたしンち, 우리 집에 와요)》 - 2002년 4월 19일(1회)~2005년 11월 26일(161회), 2009년 9월 5일(328회)
    - 작사 - 다이치 아키타로
    - 편곡 - 다케후지 세이지
    - 노래 - 히라야마 아야
    - 원곡: 엘가의 위풍당당 행진곡
- 2기
  - 오프닝 곡: 《일본어: あたしンちの唄, 아따맘마의 노래)》 - 2005년 7월 2일(143회)~2008년 12월 20일(297회)
    - 작사·작곡 - 하마사키 다카시
    - 편곡 - 오노 사토루
    - 노래 - 아따시 가면(고이즈미 교코)

  - 엔딩 곡: 《일본어: Let's Go! あたしンち, 레츠고 아따맘마》 - 2005년 12월 3일(162회)~2007년 7월 14일(232회), 2009년 9월 12일(329회)
    - 작사 - 게라 에이코
    - 작곡 - 이데 고지
    - 편곡 - 가마다 마사토
    - 노래 : 더 다치바나스(와타나베 구미코 - 엄마, 오리카사 후미코 - 미깡(아리), 사카구치 다이스케 - 유즈히코(동동), 오가타 겐이치 - 아빠)
- 3기
  - 오프닝 곡: 《일본어: プロリンサイズ♪, 플로링사이즈》 - 2009년 1월 17일(298회)~ 2009년 9월 19일(330회)
    - 작사·작곡 - pal@pop
    - 노래 - 모리 산쵸

  - 엔딩 곡: 《일본어: ほっとっとっとな まいにち, 뜨뜨뜨끈한 매일》 - 2007년 7월 21일(233회)~ 2009년 2월 28일(304회)
    - 작사 - 리노즈카 레오
    - 작곡·편곡 - 가와시마 가노
    - 노래 - 기구루 미치코(시무라 레나(기구루미), 시미즈 미치코)
- 기타
  - 《일본어: あたしンち》(극장판 한정 기간 동안)
    - 작사·작곡·편곡·노래 - 야노 아키코(일본판 1기 엔딩 대신 했음)
- 제2작
  - 오프닝 곡: 《일본어: Let's Go! あたしンち, 레츠고 아따맘마》 - 2005년 12월 3일(162회)~2007년 7월 14일(232회), 2009년 9월 12일(329회)
    - 작사 - 게라 에이코
    - 작곡 - 이데 고지
    - 편곡 - 가마다 마사토
    - 노래 : 더 다치바나스(와타나베 구미코 - 엄마, 오리카사 후미코 - 미깡(아리), 사카구치 다이스케 - 유즈히코(동동), 오가타 겐이치 - 아빠)

  - 엔딩 곡: 《일본어: ろっか・ばい・まい・べいびい》
    - 작사·작곡·편곡 ·노래 : 호소노 하루후미

### 대한민국
- 1기, 2기, 3기
  - 오프닝 곡: 잘 있어요(1회~156회) (일본판, 사라바(さらば)를 리메이크)
    - 개사 - 석종서
    - 노래 - 유정석

  - 엔딩 곡: 함께해요(1회~156회) (일본판, 키테키테 아따신치(来て来てあたしンち)를 리메이크)
    - 개사 - 석종서
    - 작곡 - 엘가의 위풍당당 행진곡
    - 노래 - 손종환·이미자·이명선·홍범기
- 4기, 5기, 6기
  - 오프닝 곡: 우리 집의 노래(157회~, 일본판, 아따신치노 우타(あたしンちの唄)를 리메이크)
    - 개사 - 장동준
    - 노래 - 이진경
    - 코러스 - 박응식
    - 녹음, 믹싱 - 이성주

  - 4기 엔딩 곡: (157회~)Let's Go! 아따맘마 [엄마 버전] (일본판, 레츠 고 아따신치(Let's Go! あたしンち)를 리메이크)
    - 개사 - 장동준
    - 노래 - 이미자
    - 코러스 - 김현지, 안영미, 이호산, 최승훈

  - 5기 엔딩 곡: Let's Go! 아따맘마 [아리 버전] (일본판, 레츠 고 아따신치(Let's Go! あたしンち)를 리메이크)
    - 개사 - 장동준
    - 노래 - 이명선
    - 코러스 - 김현지, 안영미, 이호산, 최승훈

  - 6기 엔딩 곡: (235회~)Let's Go! 아따맘마 [동동 버전] (일본판, 레츠 고 아따신치(Let's Go! あたしンち)를 리메이크)
    - 개사 - 장동준
    - 노래 - 홍범기
    - 코러스 - 김현지, 안영미, 이호산, 최승훈
- 7기, 8기
  - 오프닝 곡: 우리 집의 노래(157회~, 일본판, 아따신치노 우타(あたしンちの唄)를 리메이크)
    - 개사 - 장동준
    - 노래 - 이진경
    - 코러스 - 박응식
    - 녹음, 믹싱 - 이성주

  - 엔딩 곡: 따뜻한 우리집(262회~, 일본판, 뜨뜨뜨끈한 매일(ほっとっとっとな まいにち)을 리메이크)
    - 작사 - 고우진 가족, 김효은 가족, 고은별 가족, 주혜연 가족 (각각)
    - 후렴, 가이드 작사 - 장동준
    - 노래 - 고우진 가족, 김효은 가족, 고은별 가족, 주혜연 가족
    - 코러스 - 이정은

7,8기 엔딩은 사상 처음으로 시청자들이 작사하고 부른 노래.
- 제2작
  - 오프닝 곡: Let's Go! 아따맘마 (일본판, 레츠 고 아따신치(Let's Go! あたしンち)를 리메이크)
    - 개사 - 장동준
    - 노래 - 이미자, 이계윤, 홍범기, 손종환
    - 코러스 - 김현지, 안영미, 이호산, 최승훈

엔딩 곡은 없고, 대신 Let's Go! 아따맘마의 반주만 사용한다.

## 삽입곡
- 가라오케 천국(カラオケ天国)
  - 작사 - 니시와키 유이,
  - 작곡·편곡 - HULK
  - 노래: 미깡(오리카사 후미코)

다방 안에서 흐르는 노래나 미깡이 부르는 곡이다. 한국에서는 번역판으로 되어 있다.
- 정열의 붉은 장미(情熱の赤いバラ)
  - 작사 - 게라 에이코
  - 작곡 - 마스다 도시오
  - 편곡 - 나가오 유타로
  - 노래 - 엄마(와타나베 구미코)

내용 중 엄마가 자주 부르는 노래로 일본음악저작권협회(JASRAC) 제 0210441-407호로 등록되어 있다. 한국에서는 김수희의 '애모'라는 노래로, 타이완에서는 1기 엔딩 곡 중화민국 번역판으로, 홍콩에서는 '別怪他'라는 노래로 각각 더빙되었다.

## 보너스 장면
애니메이션에서는 A, B 두 파트로 나뉜 후에 그 사이에 광고를 제외하고 보너스 장면을 집어넣기도 한다. 일본에서는 엔딩 곡 이후에 예고→보너스 장면 순이나 대한민국, 중화민국, 홍콩에서는 보너스 장면→예고 순으로 한다.
마더 다치바나 / 마더 한애숙
엄마를 닮은 마더 다치바나가 나와, 가공의 사연에 관하여 수정구슬 점을 치지만 그 결과는 터무니없다.
다치바나 초과학연구소 / 아따맘마 과학연구소
미깡과 박사 역할인 엄마가 나와서 다치바나 가의 인물들과 닮은 사진들을 소개한다. 주로 엄마와 닮은 사진이 많이 나온다. 한국에서는 일본 이름 및 지명 대신에 가공의 도시와 인물로 고쳤다.(예를 들어 서울시 풀잎구 메뚜기동)
Hip Hop Shake
엄마가 나와 엉덩이로 글씨를 쓰는 퀴즈로, 도중에 음악이 나온다. 한국어판에서는 문제를 제시하는 부분까지만 방영하고, 일본어로 된 정답은 가르쳐 주지 않는다.
그림자 퀴즈
다치바나 일가의 누군가의 그림자를 보여 주고 정체를 묻는 문제로(2지선다), 에도 시대를 배경으로 한다.
이가(伊賀) 닌자 타치바나 일가
모자이크 퀴즈로, 닌자인 다치바나 가의 인물이 모자이크로 변한 것을 알아맞추는 문제이다(3지선다).
엄마 센류(川柳)
어머니의 날을 기념해서 2002년부터 2005년까지 5월에 실시했다. 일반인들이 응모한 것으로 시청자가 보낸 센류를 다치바나 일가가 읽는다. 한국에서는 센류 예고 장면을 장기자랑 형식으로 고치고, 그 이후의 장면은 삭제했다.
만약!?
'만약 누군가 무엇이 되었다면'이라는 것으로 아따맘마의 등장 인물이 여러 가지로 변한다.
아따맘마 옛날 이야기
여러 가지 옛날 이야기를 아따맘마 방식으로 이상하게 전개해 나간다.
당신이 사는 거리에 엄마가 온다!
실사영상으로 인형 옷을 입은 엄마가 일본의 거리를 활보하고 다닌다. 아따맘마의 각본을 쓴 오오노키 히로시의 자택을 방문하거나 TV아사히의 아트리움 내의 기념품점에서 일일 점장을 맡기도 한다.
오또상 로봇 3호 / 아빠 로봇 3호
철인28호의 패러디로, 아따맘마 시티에 나타난 괴물과, 아따맘마 소년(엄마)이 조종하는 아빠 로봇 3호가 싸우는 이야기이다.
다치바나 쿠킹 스타디움 / 아따맘마 쿠킹 스튜디오
아따맘마 선생(엄마)이 간단한 재료를 이용해서 만드는 요리들을 소개한다.
아따맘마 요리법-아름답게 쿠킹
아따맘마 선생(엄마)이 간단한 재료를 이용해서 만드는 건강식을 소개하는데, 주로 칼로리가 언급된다.
오! 노(일본어: 脳)! No!
기억력과 계산 및 단어 퀴즈가 나온다.
따뜻한 가족 사진(일본어: ほっと家族写真) 대모집 특집
다양한 장기를 갖고 있는 가족 사진을 올리는 특집에서, 대상에 해당하는 엄마상을 받은 다치바나(橘) 가족(교토에 거주)이 아따맘마의 다치바나(立花) 가족 집에 초대받아 장기 자랑을 하는 코너이다.
처음의 시작
주변 사물들의 기원을 설명하는 코너이다.
매너 아따맘마의 매너 교실
매너 아따맘마(엄마)가 생활 속에서 겪을 수 있는 여러 상황에서의 올바른 매너를 소개한다.

## 극장판

### 극장판 제1기
《극장판 아따맘마》(일본어: 映画 あたしンち)는 엄마와 미깡의 영혼이 뒤바뀌는 내용을 그렸으며, 2003년 12월 6일에 개봉하였고 상영시간은 95분이다. 도에이 배급으로, 야스미 데쓰오가 감독을, 모로사와 가즈유키, 다카하시 나쓰코가 각본을, 야노 아키코가 주제가를 맡았다. 중화민국에서는 2007년 2월에 상영되었다. 하지만 일본에서 예상한 30억엔에 못 미친 9억엔의 수입을 벌어들였고, 이후에는 극장판이 제작되지 않을 예정이었으나 2010년에 극장판 2기가 제작되었다. 한국에서는 온미디어(현 CJ E&M)가 수입과 배급을 맡아 2011년 2월 17일에 개봉하였다. 일본판 초기 제목은 《설날 영화 아따맘마》(お正月映画 あたしンち)였다.
캐치프레이즈는 초기에 〈축 '엄마' 스크린 데뷔 ♪ 이 겨울 타치바나 집에 뭔가가 일어나는!〉(祝 ‘母’スクリーンデビュー♪ この冬タチバナ家になにかがおこる!)으로, 개봉 예정날에는 〈엣 엄마와 미깡이 바뀌었다!? 어째서? 어떡하지?〉(えーっ 母とみかんが入れかわった!? どーなる? どーする?)로 바뀌었다.

#### 주제가 (극장판 제1기)
- 야자와 요코 〈아따맘마〉

### 극장판 제2기
《극장판 3D 아따맘마: 엄마는 초능력자》는 엄마가 초능력을 쓰는 내용을 그렸으며, 2010년 11월 13일에 개봉하였고, 상영시간은 43분이다. 감독은 타카하시 와타루이다. 한국에서는 극장판 1기와 마찬가지로 온미디어(현 CJ E&M)가 수입과 배급을 맡아 2011년 9월 8일에 개봉하였다. 일본판 제목은 《극장판 3D 아따맘마 열정의 끈 ~ 초능력 ♪ 엄마 대폭주!》(劇場版3D あたしンち 情熱のちょ〜超能力♪ 母大暴走!)이다.
캐치프레이즈는 〈발표합니다! 엄마가, 초능력을 사용할 수 있게 되었습니다!!〉(発表します!母が、超能力を使えるようになりました!!)이다.

#### 제작진 (극장판 제2기)
- 원작 - 게라 에이코
- 기획 - 가토 요시오 (신에이 동화), 히라죠 다카시 (TV 아사히)
- 감독 - 다카하시 와타루
- 각본 - 오노기 히로시
- 감수 - 야스미 데쓰오
- 작화감독 - 오타케 마사에
- 미술감독 - 아마미즈 마사루
- 3D감독 - 미타 구니히코
- 음악 - 사가라 마사에
- 음향감독 - 오쿠마 아키라
- 편집 - 고지마 도시히코
- 제작 - 극장판 3D 아따맘마 제작위원회

신에이 동화, 미디어팩토리, TV 아사히, ADK
- Original Works ©1994 Marmalade Company
- Animated feature film derived thereof ©2010 SHIN-EI Animation
- All Rights reserved

##### 우리말 제작진 (극장판 제2기)
- 수입 - 얼리버드
- 배급 - 씨너스엔터테인먼트㈜
- 기획 - 김대창
- 해외지원 - YUKI WATANABE (ASATSU-DK)
- 배급총괄 - 김성훈, 주윤호
- 홍보마케팅 - 이은하 (모비)
- 디자인 - 최선희
- 온라인 홍보 - ㈜스몰빌
- 블로그 - 이은하 (모비)
- 〈도움주신 분들〉
  - 애니박스엔터테인먼트 - 정효식 이사님
  - 미디어데이 - 오인근 대표님
  - 투니버스 - 신동식 GM님
- 〈녹음연출〉
  - 기획 - 신동식
  - 번역 - 정은
  - 연출 - 김이경
- 〈기술·제작〉
  - 예고 연출 - 유선주 (CICMEDIA)
  - 예고 편집 - 고재식 (CICMEDIA)
  - 예고 믹싱 - 김세광, 박지혜, 최지걸 (CICMEDIA)
  - Dubbing & Sound Mixing - 이성주, 이창휘, 서문성 (CICMEDIA)
  - Sound Master - 김세광 (CICMEDIA)
  - 디지털작업 - 노성언 (비주얼스튜디오 초콜릿)
  - Production Supervisor - 조일오 (CICMEDIA)

#### 주제가 (극장판 제2기)
- 야자와 요코 〈Sugar! Sugar!! Sugar!!!〉

## 한국어 더빙판 방영 에피소드
- 원래 아따맘마는 일본인의 생활을 그대로 담은 만화였으나, 투니버스에서 수입해 오면서 원제 아타신치('우리집'을 뜻함)를 아따맘마로 고쳤다. 등장 인물 및 배경(도쿄도 니시토쿄시가 주 무대) 역시 전부 한국의 상황에 맞게 고쳐 놓았다. 그러나 밥그릇을 든 상태에서 밥을 먹거나, 다다미나 도코노마가 나오거나, 도로에서 자동차들이 좌측 통행하는 것 등 한국과 맞지 않은 부분이 많이 생겨났다. 또, 아따맘마의 에피소드가 끝나고 나오는 것들 중에 ‘Hip Hop Shake’ 같은 경우도 편집할 수 없기 때문에 일본어로 쓰는 것을 그대로 방영하기도 했다.

- 특히, 일본적 요소가 강해 한국식으로 고치기가 곤란하여 6기까지 7개 에피소드가 방송되지 않았으며, 66화 '엄마의 십자말풀이' 편에서는 가타카나로 된 크로스워드를 다른 뜻으로 바꾸어 놓는 일까지도 있었다. (예를 들어 'オカネカナ'(돈일까)를 '신기한베일'로 고친 것) 또한, 미깡(아리)이 사용하는 지하철 정기권이라든가, 혹은 버스 승차권 등은 대한민국의 실정에 맞게 교통카드로 바꾸어서 방영하였다.

- 일본판 1기 엔딩 '우리집에 와요(来て来てあたしンち)'의 경우 일본가수 '히라야마 아야'가 불렀으나, 한국판에선 이 노래를 개사하여 아따맘마 성우인 손종환, 이미자, 홍범기, 이계윤이 불렀고 일본의 TV 아사히에서 이를 벤치마킹하여 2005년 12월 제작한 2기 엔딩 '레츠고 아따신치(Let's Go! あたしンち)'를 아따신치 성우인 오리카사 후미코, 와타나베 구미코, 사카구치 다이스케, 오가타 겐이치가 불렀다.

## 같이 보기
- 신에이 동화
- 일본의 애니메이션